# Méthode CFOP
La méthode CFOP (Cross - F2L - OLL - PLL), parfois appelée méthode de Fridrich, est l’une des méthodes les plus communément utilisées pour la résolution rapide d'un Rubik's Cube 3 × 3 × 3. Cette méthode a été développée pour la première fois au début des années 1980 en combinant les innovations d'un certain nombre de speedcubers. Jessica Fridrich est généralement reconnue pour l'avoir popularisée en le publiant en ligne en 1997.
La méthode fonctionne sur un modèle couche par couche, résolvant d’abord une croix sur une face, puis résolvant les deux premières couches (F2L : First Two Layers), orientant la dernière face (OLL : Orientation of Last Layer) et permutant enfin les pièces de cette dernière face (PLL : Permutation of Last Layer). Elle se compose dans sa totalité de 120 algorithmes.

## L'histoire
Les méthodes basiques couche par couche ont été parmi les premières à apparaître au début des années 1980, époque de la folie du Rubik's Cube.
La principale innovation de la méthode CFOP par rapport aux méthodes pour débutants est son utilisation de F2L, qui consiste en la résolution simultanée des deux premières couches. Cette étape n'a pas été inventée par Jessica Fridrich. En effet selon le rapport de David Singmaster sur le championnat du monde de 1982, Fridrich utilisait alors une méthode de couche de base, tandis que le concurrent néerlandais Guus Razoux Schultz disposait d'un système primitif F2L.
Les étapes de la dernière couche OLL et PLL impliquent d’abord d’orienter les dernières pièces de la face, puis de les permuter dans leurs positions correctes. Cette étape a été proposée par Hans Dockhorn et Anneke Treep.
Fridrich est passé au F2L plus tard en 1987. Sa principale contribution à la méthode a été le développement des algorithmes OLL et PLL, permettant ainsi de rendre toute configuration de la dernière face soluble en deux algorithmes, rendant la résolution plus rapide qu'avec les autres méthodes couche par couche existantes.

## La méthode
La méthode comprend 4 étapes : 

Croix résolue (vue de dessous)

Deux premières couches résolues

Orientation de la dernière couche terminée

- La croix - Cette première étape consiste à résoudre les quatre arêtes d'une face du puzzle, autour d'une pièce centrale de couleur commune. La deuxième couleur de l'arête doit également être la même que celle du centre de la face à laquelle elle appartient. Beaucoup de speedcubers résolvent la croix sur la face du bas pour éviter les rotations de cube qui ralentissent les temps de résolution parce que pour résoudre la dernière face du cube, il faut mettre celle-ci sur le dessus.

La croix est généralement résolue de manière intuitive et ne nécessite pas d'algorithmes.
Très souvent, les speedcubers choisissent de résoudre la croix blanche par habitude visuelle bien que la résolution peut être débutée à partir de n'importe quelle couleur.
- Deux premières couches (F2L) - Dans les F2L, les pièces des 4 coins qui doivent aller sur la face où la croix est résolue et des arêtes qui, une fois placés doivent être verticalement adjacents à ces coins sont appariées et ensuite déplacées vers leur emplacement correct pour former deux couronnes autour de la croix. Il y a 42 cas standards pour chaque paire coin-bord, y compris le cas où le problème est déjà résolu. Cela peut aussi être fait intuitivement.
- Orientation des pièces de la dernière face (OLL) - Cette étape consiste à manipuler la face restante de manière que toutes les pièces qu’elle contient aient la même couleur sur le dessus, on dit alors que la face est orientée. Cette étape implique un total de 57 algorithmes. Une version plus simple, appelée "two-look OLL" ou OLL en deux temps, oriente les arêtes en premier et les coins ensuite. Cette version utilise dix algorithmes, 3 pour l'orientation des arêtes et sept pour l'orientation des coins.
- Permutation des pièces de la dernière face (PLL) - La dernière étape consiste à déplacer les pièces de la face supérieure tout en préservant leur orientation. Il y a un total de 21 algorithmes pour cette étape. Ils se distinguent par des noms de lettre, généralement basés sur leur apparence, selon le déplacement des pièces échangées (par exemple, permutation A, permutation F, permutation T, etc. ). La version PLL en deux temps résout les coins en premier et les arêtes ensuite. Elle utilise six algorithmes, deux pour la permutation de coins et quatre pour la permutation d'arêtes[4].

La méthode CFOP peut être complétée par des ensembles d'algorithmes permettant d'optimiser une étape particulière de la résolution. On peut citer par exemple les COLL (résolution de certaines OLL et de la permutation des coins de la dernière face en simultané), les Winter Variations (résolution simultanée de la dernière paire de F2L et de l'OLL), les VLS, les ZBLL ou bien 1LLL qui résout la dernière couche en un seul algorithme.

## Utilisation en compétition
CFOP est très utilisée et popularisée par de nombreux speedcubers, notamment Rowe Hessler, Mats Valk, Feliks Zemdegs ou encore Max Park car elle repose sur des algorithmes, la reconnaissance des formes et la mémoire musculaire ; par opposition aux méthodes plus intuitives telles que la méthode de Roux ou Petrus. La majorité des compétiteurs situés dans le top du classement de la WCA utilisent la méthode CFOP, y compris l'ancien  détenteur du record du monde (Yusheng Du (杜宇生)) pour l’épreuve 3x3, avec un temps de 3,47 secondes battu par Xuanyi Geng (耿暄一) qui est maintenant de 3,05
.  